# Arlington (Washington)
Arlington es una ciudad ubicada en el condado de Snohomish en el estado estadounidense de Washington. En el año 2000 tenía una población de 17.236 habitantes y una densidad poblacional de 598,2 personas por km².

## Geografía
Arlington se encuentra ubicada en las coordenadas 48°10′52″N 122°8′20″O / 48.18111, -122.13889.

## Demografía
Según la Oficina del Censo en 2000 los ingresos medios por hogar en la localidad eran de $46.302, y los ingresos medios por familia eran $51.941. Los hombres tenían unos ingresos medios de $41.517 frente a los $26.912 para las mujeres. La renta per cápita para la localidad era de $19.146. Alrededor del 7,2% de la población estaban por debajo del umbral de pobreza.